# The Great Artiste

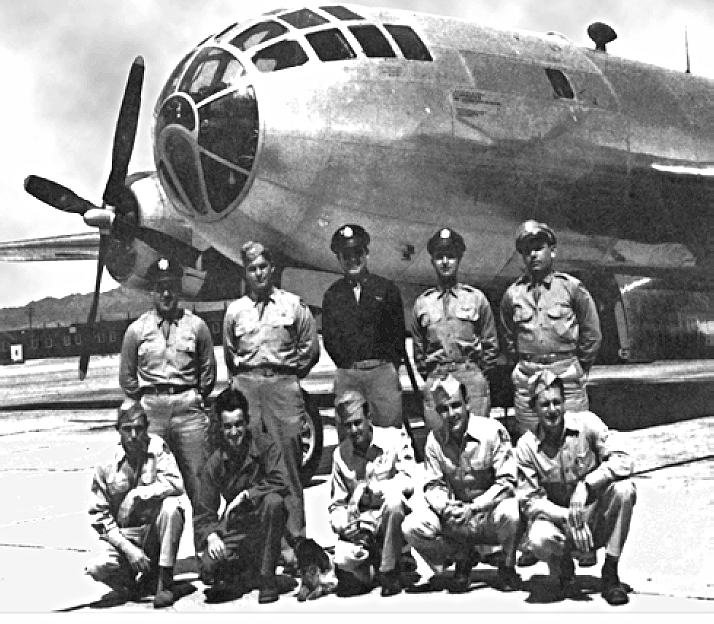
Crew C-15: Vordere Reihe: Dehart, Kuharek, Buckley, Gallagher, Spitzer; Stehend: Olivi, Beahan, Charles Sweeney (Pilot), Van Pelt, Albury

The Great Artiste war ein Boeing B-29-Bomber (USAAF-Seriennr. 44-27353) der 509th Composite Group der United States Army Air Forces, der am 6. August 1945 mit wissenschaftlichen Geräten ausgerüstet den Einsatz der Enola Gay, aus der die erste Atombombe Little Boy über Hiroshima (Japan) abgeworfen wurde, begleitete. Als wissenschaftlicher Beobachter befand sich unter Anderen der spätere Physiknobelpreisträger Luis Walter Alvarez bei dieser Mission an Bord. Zu den wissenschaftlichen Beobachtern gehörte ebenfalls Lawrence H. Johnston, der als einziger Mensch alle drei Atomexplosionen im Jahr 1945 (den Trinity-Atomtest und die Atombombenabwürfe auf Hiroshima und Nagasaki) miterlebt hat.
Eigentlich sollte The Great Artiste den zweiten Einsatz der Fat-Man-Atombombe fliegen, doch da man die Geräte nicht in einen weiteren Bomber umbauen wollte, wurde die Mannschaft mit der der Bockscar getauscht, von der dann die Fat-Man-Atombombe am 9. August 1945 um 11:02 abgeworfen wurde.

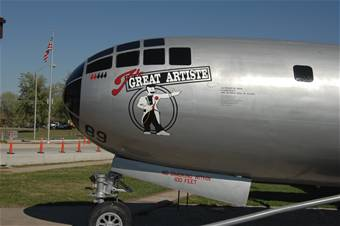
Nachträglich angebrachte Nose art

Die Original-Maschine wurde im September 1949 nach schweren Beschädigungen bei einem Unfall im Vorjahr auf der Canadian Forces Base Goose Bay verschrottet. Eine mit der Bemalung der „Great Artiste“ lackierte B-29 ist in der Whiteman Air Force Base ausgestellt, bei der Kopie der Bemalung sind jedoch Fehler passiert, die Original und Kopie unterscheidbar machen, so schneidet beim Original das letzte Cockpitfenster in den Rahmen des Schriftzugs ein, bei der Kopie ist der Schriftzug tiefer angesetzt und vermeidet somit die Kollision.